# Veličani (Trebinje)
Pour les articles homonymes, voir Veličani.
Veličani (en serbe cyrillique : Величани) est un village de Bosnie-Herzégovine. Il est situé sur le territoire de la ville de Trebinje et dans la république serbe de Bosnie. Selon les premiers résultats du recensement bosnien de 2013, il compte 39 habitants.
Avant la guerre de Bosnie-Herzégovine, le village faisait entièrement partie de la municipalité de Trebinje ; après la guerre, son territoire a été partiellement rattaché à la municipalité de Ravno, nouvellement recréée et intégrée à la fédération de Bosnie-et-Herzégovine.

## Géographie
Veličani se trouve au centre-est du poljé de Popovo, une plaine karstique, le long de la route Mostar-Ljubinje-Trebinje, à 15 km de la côte adriatique. Il est situé au bord de la Trebišnjica, un cours d'eau qui débouche pour une part dans la mer Adriatique et se jette pour une autre part dans la Neretva.
Il est entouré par les localités suivantes :
|                                            | Strujići Do |          |
| Ravno Zavala (municipalité de Ravno, FBiH) | Veličani    | Dubljani |
|                                            | Grmljani    |          |

## Histoire
Dans le village, l'église des Saints-Archanges a été construite au Moyen Âge et restaurée au XIXe siècle ; elle est inscrite sur la liste des monuments nationaux de Bosnie-Herzégovine ; le cimetière abrite 18 stećci, un type particulier de tombes médiévales, eux aussi classés.

## Démographie

### Évolution historique de la population dans la localité
| 1948 | 1953 | 1961 | 1971 | 1981 | 1991 | 2013 |
| ---- | ---- | ---- | ---- | ---- | ---- | ---- |
| -    | -    | 349  | 256  | 172  | 118  | 39   |

|  |

### Répartition de la population par nationalités (1991)
En 1991, les 118 habitants du village étaient tous serbes.

### Communauté locale
En 1991, la communauté locale de Veličani comptait 242 habitants, répartis de la manière suivante :